# Sylvia Thalberg
Sylvia Thalberg (Brooklyn, 26 agosto 1907 – New York, 9 aprile 1988) è stata una sceneggiatrice statunitense attiva nel decennio che va dalla fine degli anni venti fino alla fine degli anni trenta.
Era la sorella di Irving Thalberg, uno dei grandi nomi tra i produttori di Hollywood.

## Biografia
Nata a Brooklyn da genitori ebrei emigrati dalla Germania, visse lì gran parte dei suoi anni prima di partire per Los Angeles per raggiungere, nella seconda metà degli anni venti, il fratello Irving che lavorava a Hollywood. Nel 1927, cominciò la sua carriera di sceneggiatrice alla Metro-Goldwyn-Mayer, diventando una dei più giovani membri della squadra di sceneggiatori che lavorava per la grande casa di produzione. Tra i suoi primi lavori, Lovers? e Baby Mine, ambedue campioni di incasso al botteghino. All'uscita nel 1930 di Montana Moon, lei e il suo collaboratore Frank Butler furono, all'epoca, gli unici sceneggiatori che avevano scritto sia la storia originale, l'adattamento, la continuità e i dialoghi di un film sonoro. Nel 1933, Sylvia Thalberg si dimise dal suo lavoro alla MGM volendo dedicarsi a tempo pieno alla scrittura di romanzi. Era, oltretutto, stufa di venire accusata di aver tratto beneficio dall'influentissima posizione del fratello alla MGM. Dopo aver pubblicato un romanzo, Too Beautiful, ritornò a lavorare per il cinema, passando poi alla Paramount dove entrò presto a fare parte dello staff fisso di sceneggiatori della compagnia.
Nel 1944, firmò un contratto per scrivere un nuovo remake tratto dalla commedia The Greeks Had a Word for It, ma il film non venne mai girato.

### Vita privata
Nel 1928, aveva sposato Lawrence Weingarten, produttore alla MGM. Il matrimonio finì nel 1943 con un divorzio. In seguito, sposò in seconde nozze Paul Streeger restandogli accanto per tutta la vita.

## Filmografia
- Lovers?, regia di John M. Stahl (1927)
- Slym papà (Baby Mine), regia di Robert Z. Leonard (1928)
- Slim prende moglie (China Bound), regia di Charles Reisner (1929)
- L'indomabile (Untamed), regia di Jack Conway (1929)
- Un marito fuori posto (Montana Moon), regia di Malcolm St. Clair (1930)
- Strictly Unconventional, regia di David Burton (1930)
- Those Three French Girls, regia di Harry Beaumont e (non accreditato) Erle C. Kenton (1930)
- La banda dei fantasmi (Remote Control), regia di Nick Grinde, Malcolm St. Clair e, non accreditato, Edward Sedgwick (1930)
- Passione cosacca (New Moon), regia di Jack Conway (1930)
- This Modern Age, regia di Nicholas Grindé (Nick Grinde) (1931)
- When a Feller Needs a Friend, regia di Harry Pollard (1932)
- Prosperity, regia di (non accreditato) Sam Wood (1932)
- Christopher Bean, regia di Sam Wood (1933)
- Rivelazione (Now and Forever), regia di Henry Hathaway (1934)
- A Son Comes Home, regia di Ewald André Dupont (1936)
- Matrimonio d'occasione (As Good as Married), regia di Edward Buzzell (1937)